# Tok (film)
Tok je slovenski dokumentarni film iz leta 2016 v režiji Ane Čigon, Saše Spačal in Ide Hiršenfelder, o situaciji žensk, ki delujejo v znanstveno tehničnem kontekstu in intermedijski umetnosti.
Film je nastal v produkciji RTV Slovenija in Rampa Lab / Kersnikova, v koprodukciji z Iniciativo ČIPke in s podporo Ministrstva za kulturo Republike Slovenije in Mestne občine Ljubljana.
V dokumentarnem osem sogovornic, ki delujejo v širokem spektru znanstvenih poklicev od umetne inteligence do programiranja in letalstva, predstavlja pogoje, v katerih so se začele zanimati za tehnološke poklice, na katere ovire so pri tem naletele in kako so se z njimi spopadle. Dokumentarec TOK [flow] predstavlja dela uspešnih žensk na omenjenih področjih in želi opolnomočiti ženske in moške, ki jih takšna in sorodna področja zanimajo.
Dokumentarec problematizira pogoje za delo in delovno okolje posameznih govork ter raziskuje družbene strukture, ki ovirajo ženske pri vstopu v te poklice. Kot protiutež temu skozi pogovore in vizualne materiale iščejo izrazito pozitivne/afirmativne vidike dela, ki posameznicam nudijo moč in energijo, da vztrajajo v njim ljubih poklicih.
Sogovornice v filmu:
- Alja Berčič Ivanuš, kapitanka letala, Adria Airways (v času snemanja kopilotka letala)
- Alja Isaković, soustanoviteljica CodeCatz
- KaktusKaktus, tonska tehnica, Radio Študent
- Dunja Mladenić, vodja Laboratorija za umetno inteligenco, Inštitut Jožef Štefan
- Maja Smrekar, intermedijska umetnica
- Dragica Turnšek, mikropaleontologinja
- Mateja Verlič, projektna vodja čez dan, programerka ponoči
- Larisa Vrhunc, akademska komponistka specialistka, Filozofska fakulteta